# Giorgio Barini
Giogio Barini, né le 3 août 1864 à Turin et mort le 21 septembre 1944 à Rome, est un musicologue italien.

## Biographie
Giorgio Barini est surtout connu pour ses éditions des opéras de Giovanni Paisiello et de Domenico Cimarosa.

## Publications
Il publie notamment plusieurs essais sur les opéras de Wagner ainsi que La donna e l'artista : Musicisti innamorati, édité à Rome en 1927.